# Haiku Funeral
Haiku Funeral ist eine 2008 gegründete Dark-Ambient-Band.

## Geschichte
Offiziell wurden Haiku Funeral in der Nacht Halloween 2008 in einem Aufnahmestudio in Marseille gegründet. Das Projekt wurde durch den Bulgaren Dimitar Dimitrov und den Amerikaner William Kopecky initiiert. Beide Musiker waren zuvor in unterschiedlichen Musikprojekten aktiv. Dimitrov vornehmlich in Black-Metal-Bands wie Corpus Diavolis und Unhealthy Dreams, Kopecky hingegen in Gruppen des Progressive Rock wie Far Corner und Kopecky. Kopecky erläutert den angegebenen Gründungstermin als erste Aufnahmesession des Duos. Das Projekt entstand ihm zufolge, nachdem er nach Marseille umgezogen war und sich auf eine Anzeige hin einer Band, mit welcher Dimitrov aktiv war, als Bassist anbot. Nach ersten gemeinsamen Proben beschlossen beide, anstelle der Band ein gemeinsames Projekt zu gestalten.
Die ersten Aufnahmen wurden im August 2009 unter dem Titel Assassination in the Hashish Cathedral über Hikikomori Records als CD-R veröffentlicht. Darauf folgend erschienen zwei weitere Veröffentlichungen als CD-R. Die EP Hell 2010 über Witte Dood Records und das Album If God Is a Drug im gleichen Jahr erneut über Hikikomori Records. Im Oktober 2012 veröffentlichte Aesthetic Death Records das erstmals professionell produzierte Album Nightmare Painting. Nightmare Painting wurde in den Besprechungen unterschiedlicher Metal-Webzines überwiegend schlecht bewertet, vereinzelt wurde das Album hoch gelobt. Größere Magazine besprachen die Veröffentlichung nicht. Das auf Nightmare Painting folgende Hallucinations erschien im Mai 2016 erneut über Aesthetic Death. Zu den Aufnahmen wurde Haiku Funeral um den Schlagzeuger David Lillkvist ergänzt. Hallucinations wurde ebenso wie das Vorgängeralbum vornehmlich schlecht beurteilt, positiv wurde das Album nur vereinzelt besprochen.
Mit Decadent Luminosity erschien Ende Oktober 2018 ein weiteres Studioalbum via Aesthetic Death. Dimitrov übernahm die Aufnahmeleitung und Produktion des zwischen 2012 und 2018 entstandenen Albums selbst. Greg Chandler von Esoteric masterte die Aufnahmen die nebst Dimitrov und Kopecky eine Fülle Gastmusiker und -sänger beinhalteten. Entgegen den vorausgegangenen Veröffentlichungen wurde Decadent Luminosity vermehrt positiv besprochen.
Im Jahr 2021 folgte mit Drown Their Moons in Blood ein weiteres Album über Aesthetic Death Records. Auch dies wurde als „sehr außergewöhnliches Werk“ gelobt. Das Ergebnis sei „eine düstere musikalische Reise […], die den ein oder anderen definitiv begeistern wird.“

## Stil
Die Musik von Haiku Funeral wird als Post-Industrial, insbesondere Dark Ambient, mit Einflüssen aus Death Doom und Black Metal umschrieben. Kopecky beschreibt die Musik als Fusion von dunklem psychedelischem Doom mit experimentellem Black Metal. Die Musik variiere zwischen „tiefem Ambient“ und „groovig progressivem Industrial“. Der auf Haiku Funeral häufig angewandte Terminus Doom betitelte weniger eine Zuordnung zu dem Musikgenre, als mehr eine dem Begriff und Genre entsprechend „apokalyptische Atmosphäre“. Die von Haiku Funeral gespielte Musik sei „kein wirklich etablierter Stil, sondern eher ein Soundtrack für die surreale und alptraumhafte Poesie“ der Gruppe.
Das Label Aesthetic Death beschreibt die Musik als „kalten Ambient Industrial der auf experimentellen Dark Wave trifft, großzügig mit Death Doom gewürzt ist und von der Paarung aus pulsierend virtuosem Bassspiel und heiser knurrenden bis wild verrückten Stimmen angetrieben wird.“ In Rezensionen wird zumeist auf eine Vermengung von Industrial, Ambient und Electronica verwiesen. Die Band spiele „düstere und verstörende Musik, die mit morbider Poesie kombiniert wird.“ Dabei variiere „die Erzählstimme“ in den Veröffentlichungen. Auf Nightmare Painting sei die Stimme „weitgehend unverzerrt, oftmals gar flüsternd“ auf Hallucinations hingegen „stets verzerrt.“

## Diskografie
- 2009: Assassination in the Hashish Cathedral (Album, Hikikomori Records)
- 2010: Hell (EP,  Witte Dood Records)
- 2010: If God Is a Drug (Album, Hikikomori Records)
- 2012: Nightmare Painting (Album,  Aesthetic Death Records)
- 2016: Hallucinations (Album,  Aesthetic Death Records)
- 2018: Decadent Luminosity (Album,  Aesthetic Death Records)
- 2021: Drown Their Moons in Blood (Album, Aesthetic Death Records)
- 2024: Serpentine Sorcery (Kollaboration mit Horthodox, Aesthetic Death Records)